# Liste der Kulturdenkmäler in Üdersdorf
In der Liste der Kulturdenkmäler in Üdersdorf sind alle Kulturdenkmäler der rheinland-pfälzischen Ortsgemeinde Üdersdorf einschließlich der Ortsteile Tettscheid und Trittscheid aufgeführt. Grundlage ist die Denkmalliste des Landes Rheinland-Pfalz (Stand: 17. Juli 2023).

## Einzeldenkmäler
| Bezeichnung                              | Lage                                    | Baujahr                            | Beschreibung                                                                                     | Bild                           |
| ---------------------------------------- | --------------------------------------- | ---------------------------------- | ------------------------------------------------------------------------------------------------ | ------------------------------ |
| Backhaus                                 | Üdersdorf, Aarleystraße, bei Nr. 1 Lage | 19. Jahrhundert                    | ehemaliges Backhaus; eingeschossiger Bruchsteinbau, 19. Jahrhundert (?)                          | BW                             |
| Schulhaus                                | Üdersdorf, Alte Schulstraße 8 Lage      | 1860                               | ehemalige Schule; Putzbau, angeblich von 1860, rückwärtig ein eingeschossiger Schulsaal (älter?) | Fotos hochladen                |
| Wohnhaus                                 | Üdersdorf, Auf dem Berg 17 Lage         | 1865                               | zweigeschossiger Massivbau, 1865                                                                 | Fotos hochladen                |
| Quereinhaus                              | Üdersdorf, Dauner Straße 8 Lage         | zweite Hälfte des 19. Jahrhunderts | Quereinhaus, zweite Hälfte des 19. Jahrhunderts                                                  | Fotos hochladen                |
| Katholisches Pfarrhaus                   | Üdersdorf, Manderscheider Straße 1 Lage | 1907                               | zweigeschossiger Putzbau, bezeichnet 1907                                                        | Fotos hochladen                |
| Katholische Pfarrkirche St. Bartholomäus | Üdersdorf, Manderscheider Straße 3 Lage | 1863                               | klassizistischer Saalbau, Basalt und Sandstein, 1863                                             | weitere Bilder Fotos hochladen |
| Katholische Filialkirche St. Jodocus     | Tettscheid, Im Dorf 1 Lage              | 1904                               | Saalbau, 1904                                                                                    | weitere Bilder Fotos hochladen |
| Hofanlage                                | Tettscheid, Im Dorf 16 Lage             | 1801                               | Streckhof; Wohnhaus, bezeichnet 1801                                                             | BW                             |
| Brunnen                                  | Trittscheid, Dorfstraße Lage            | zweite Hälfte des 19. Jahrhunderts | Laufbrunnen, zweite Hälfte des 19. Jahrhunderts                                                  | Fotos hochladen                |